# Примусове зваблення

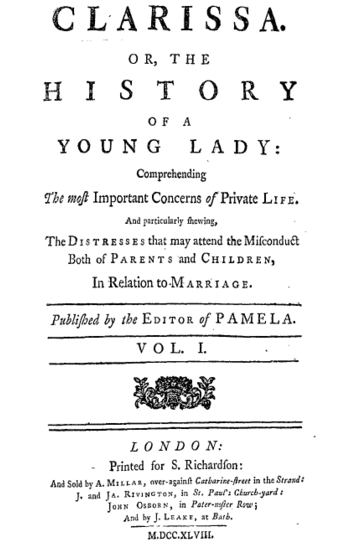
У п'єсі Семюеля Річардсона «Клариса» (1748) представлено примусове зваблення.

Примусове зваблення — тема, яка часто зустрічається в західній літературі (головним чином у любовних романах та мильних операх), де зґвалтування жінки чоловіком зрештою перетворюється на справжнє кохання.
В одному з джерел примусове зваблення описується так: «Жила-була дуже гарна дівчина. Її було зґвалтовано. Хлопець попросив пробачення, і вони жили довго і щасливо» (переклад з голландської).

## Любовні романи
Історія примусового зваблення така ж давня, як західна література та міфологія: з грецької міфології добре відомою є «Викрадення Європи», в якій розповідається про Зевса, перевтіленого в прекрасного білого бика, який зваблює Європу. Коли вона сідає йому на спину, він пливе на Крит, де зваблює її, а згодом робить королевою Криту. Цю історію переповідає Овідій у своїх «Метаморфозах», де Зевса замінює Юпітер. У греків був специфічний вираз, що описував «зґвалтування жінки богом»; чи слід правильно говорити про зґвалтування, чи про зваблення, є предметом суперечок.
У літературі західного світу епохи Відродження раннє зображення жертви зґвалтування, яка закохується у свого ґвалтівника, зустрічається в повісті Афри Бен «Німа діва» (1700). Пізніше ця тема з'явилася в багатьох творах популярної літератури. Відомим прикладом ґвалтівника, якого виправила його жертва, є Лавлейс у п'єсі Семюеля Річардсона «Клариса, або Історія молодої леді» (1748). У п'єсі Річардсона «Памела, або Нагороджена доброчесність» (1740) вже фігурував майже ґвалтівник, жертва якого закохується в нього; за словами Френсіс Фергюсон, саме Памела «переосмислює спробу зґвалтування містера Б. як зваблення». Смерть персонажа Річардсона, Клариси, знайшла відгук у багатьох американських романах XVIII століття, в яких жінки-жертви «зваблення» часто гинули, розмиваючи межі між звабленням та зґвалтуванням.
Прикладом примусового зваблення на початку ХХ століття є роман Едіт Мод Галл «Шейх» 1919 року, в якому західна жінка потрапляє в полон до алжирського шейха, де її неодноразово ґвалтують, але після місяців зґвалтувань вона усвідомлює, що кохає його; «Шейх» вважається «ур-романсом». Ця тема була досить поширеною в любовних романах 1970-х і 1980-х років, початку сучасної хвилі еротичного романтизму; так звані «роздирачі ліфів» рекламували її на самих обкладинках, на яких були зображені «напіводягнені жінки з розпашілими грудьми, яких обіймають чоловіки без сорочок, що мають владу над ними». Щоб зберегти дистанцію між реальністю читача і вигадкою романтичного роману, такі романи часто мали «віддалене історичне тло, що дозволяло жінкам „насолоджуватися“ фантазіями про зґвалтування з безпечної відстані». «Полум'я та квітка» (1972) Кетлін Е. Вудівісс є одним із найдавніших і найвідоміших прикладів цього періоду.
Авторка любовних романів Джейд Блек (псевдонім Тіни Енглер) сказала, що «багатьом моїм читачкам подобаються фантазії про зґвалтування, ключове слово — „фантазії“. Вони точно не хотіли б, щоб це сталося в реальному житті, але насолоджуються ескапізмом та повною відсутністю контролю, що забезпечуються сценами „примусового зваблення“ в еротичних любовних романах». За словами однієї читачки любовних романів, жінки цілком здатні відокремити фантазію від реальності: «У реальному житті не існує такого поняття, як примусове зваблення. Коли жінка каже „ні“ в реальному житті, це означає „ні“, тому що в реальному житті зґвалтування — це насильство та влада. Зґвалтування в реальному житті не приносить жінці задоволення». Елісон Кент, авторка книги «Повний посібник ідіота з написання еротичних любовних романів», каже, що ця тема рідко зустрічається в сучасних любовних романах. Лінда Лі також посилається на наукові дослідження, щоб зробити висновок, що «до середини 1980-х років фантазія про зґвалтування була відкинута». Однак, примусове зваблення використовувалося як сюжетний момент у любовних романах після 1980-х років.

## Аналіз
Стіві Джексон, дослідник гендеру та сексуальності, починає аналіз насильницького зваблення (у книзі «Соціальний контекст зґвалтування», вперше опублікованій у 1978 році) з «сексуальних сценаріїв», які культивують чоловічу та жіночу сексуальність, і які для чоловіка стверджують «нібито неконтрольовану сексуальну агресію». «Традиційні сексуальні сценарії» також диктують, що «задоволення жінки залежить від активності чоловіка» і що «жінки потребують певної міри переконання», перш ніж вони вступлять у статеві стосунки. Як тільки цю перешкоду (продиктовану заборонами і пристойністю) подолано, вони з радістю віддаються: «майстерний чоловік і поступлива жінка утворюють загальний мотив нашої популярної культури», надаючи достовірності не жіночій, а чоловічій фантазії про зґвалтування. Узагальнюючий коментар Джексона про спокушання з цієї статті цитується щонайменше у двох правових та етичних дослідженнях: «Можливо, зґвалтування не є насильницьким спокушанням, але спокушання є більш витонченою формою зґвалтування».
У книзі «Навіть соціологи закохуються» (1993) Джексон критикує дослідників «ідеальних романів» за те, що вони змішують два конкуруючі уявлення про кохання — потребу в турботі, яка, за її словами, у гетеросексуальних жінок часто не задовольняється, і «романтичне бажання, яке переживається як всепоглинаюче, ненаситне». Останнє бажання часто зустрічається в романах, і «герой часто ґвалтує героїню в цих романах» — романах, в яких «ефектно маскулінні» герої завдають болю і принижують жінок-персонажок, але виявляють свою «м'якшу сторону», коли «освідчуються в коханні» своїм жертвам. Такі романи зображують чоловіче бажання як неконтрольоване, таким чином пропонуючи, що насправді саме жінка, як двигун чоловічого бажання, керує чоловіком; «привабливість романтики для жінок цілком може полягати в їхньому матеріальному безсиллі».
Анжела Тоскано у своєму дослідженні 2012 року стверджує, що попередні дослідження теми були надто зосереджені на соціологічних та психологічних аспектах, і відкидає ідею про те, що, по-перше, всі романи можна трактувати однаково, а по-друге, що тема якимось чином «являє собою інстанцію якоїсь вигаданої колективної жіночої свідомості (в якій всі жінки діють як єдиний афективний суб'єкт, як борги)». Тоскано стверджує, що вивчає зґвалтування в романі в наративному контексті, розрізняючи три типи зґвалтувань. Перші два типи («Зґвалтування помилкової ідентичності» та «Зґвалтування володіння») ілюструють насильство, яке завжди пов'язане з руйнуванням бар'єру між суб'єктом (героєм) та Іншим (героїнею), чия ідентичність та бажання ще якимось чином по суті невідомі суб'єкту, що ґвалтує. Тоскано стверджує, що не всі зґвалтування в романтичному романі є спокушанням з примусу; останнє є, скоріше, тим, що вона називає «зґвалтуванням з примусу», і відбувається через бажання героя пізнати героїню — «герой хоче відповіді від героїні, тому що саме в її діалозі з ним розкривається її ідентичність. Але замість того, щоб чекати, поки вона вільно заговорить з ним, герой змушує героїню відповісти на його сексуальні та словесні напади». Зрештою, на думку Тоскано, «справжнім порушенням є зовсім не зґвалтування, а акт закоханості».

## У мильних операх
В американських мильних операх відомим прикладом примусового спокушання є суперпара Люк і Лора з серіалу «Головний госпіталь». У тайських телевізійних мильних операх ця тема є досить поширеною. Тайське дослідження 2008 року показало, що серед 2000 глядачів у віці від 13 до 19 років 20 % назвали зґвалтування своїм улюбленим елементом у мильних операх, і стільки ж вважали, що «зґвалтування є нормальним і прийнятним елементом у суспільстві». Сіттіват Таппан, режисер тайських мильних серіалів, сказав, що зображені і запропоновані зґвалтування в цих шоу дають цінний урок: вони вчать жінок не виходити на вулицю наодинці і не одягатися провокаційно, а чоловіків — не пити занадто багато. У 2014 році зґвалтування і вбивство тринадцятирічної дівчинки в потязі призвело до інтенсивної суспільної дискусії навколо поширення культури зґвалтування. Петиція з вимогою «припинити романтизувати зґвалтування на телебаченні» швидко набрала 30 000 підписів.